# Södra Lökaröd
Södra Lökaröd är en bebyggelse i Tomelilla kommun i Skåne. SCB avgränsar här en småort sedan 2020.